# Pyuthan (distrito)

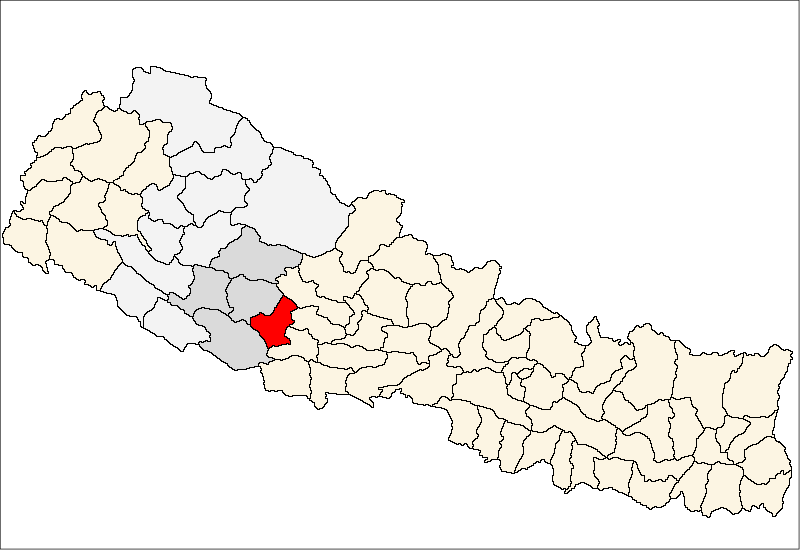
Localização do distrito no Nepal

Pyuthan é um distrito da zona de Rapti, no Nepal. Sediado em Pyuthan, o distrito cobre uma área de 1 309 km² e possui uma população de 212 484 habitantes (2001).